# Clarence Budington Kelland
Clarence Budington "Bud" Kelland (Portland, 11 de julho de 1881 -
Scottsdale, 18 de fevereiro de 1964) foi um escritor americano. Certa vez, ele descreveu-se como "o melhor escritor de segunda categoria da América".
Embora em grande parte esquecido agora, Kelland teve uma longa carreira como escritor de ficção e contos, estendendo-se de 1913 a 1960. Ele foi publicado em muitas revistas, incluindo The Saturday Evening Post e The American Magazine.
produção incluiu sessenta romances e cerca de duzentos contos. Seus trabalhos juvenis mais conhecidos foram as séries Mark Tidd e Catty Atkins, enquanto seu trabalho adulto mais conhecido foi a série Scattergood Baines. Outros livros adultos notáveis de Kelland incluem Conflict (1920), Rhoda Fair (1925), Hard Money (1930), Arizona (1939) e Dangerous Angel (1953). Kelland era o "ídolo literário" do jovem John O'Hara.
O trabalho de Kelland resultou em cerca de trinta filmes de Hollywood, incluindo Speak Easily (1932) estrelado por Buster Keaton. Opera Hat, uma série da The American Magazine, foi a base para o filme Mr. Deeds Goes to Town (1936), estrelado por Gary Cooper. Opera Hat mais tarde foi transformado na curta série de televisão Mr. Deeds Goes to Town (1969–70), e no filme Mr. Deeds (2002). Um dos personagens mais conhecidos de Kelland foi apresentado na série de seis filmes Scattergood Baines de 1941 a 1943, estrelado por Guy Kibbee.